# Viaplay Formule 1
Viaplay Formule 1 is een autosport- en praatprogramma op de streamingdienst Viaplay waarin iedere uitzending een race in de Formule 1 centraal staat. Het programma wordt gepresenteerd door Amber Brantsen, Zij ontvangt hierin iedere aflevering wisselende analisten in de studio, terwijl Chiel van Koldenhoven verslag doet vanaf het circuit bijgestaan door internationale Viaplay Formule 1-analisten. Het commentaar bij de races wordt verzorgd door Nelson Valkenburg en Melroy Heemskerk. 
Sinds 2023 presenteert Anne-Greet Haars een programma na afloop van een raceweekend genaamd "In De Slipstream" en neemt sinds de GP van Qatar de presentatie van de sprintraces op zich. 
Per 2025 breidt Viaplay haar Formule 1 uitzendingen verder uit door de komst van Rob Kamphues, hij zal op de vrijdag en zondag van een raceweekend de Viaplay F1 Show gaan presenteren, bijgestaan door enkele bekende Viaplay F1-analisten.

## Studio
Viaplay maakt gebruik van enkele studio's in het Studiocentrum – die worden beheerd door NEP The Netherlands – op het Media Park in Hilversum. Viaplay Formule 1 wordt uitgezonden vanuit studio 41.

## Medewerkers

### Presentatoren
- Amber Brantsen (2022–heden)
- Anne-Greet Haars (2023–heden, presentatie F1 Sprint en In De Slipstream)
- Rob Kamphues (2025–heden, presentatie Viaplay F1 Show)
- Allard Kalff (2022, invaller)
- Koen Weijland (2023, invaller)

### Analisten

#### Studio
- Christijan Albers (2022–heden)
- Tom Coronel (2022–heden)
- Giedo van der Garde (2022–heden)
- Kees van der Grint (2022–heden)
- Ernest Knoors (2022–heden)
- Jan Lammers (2022–heden)
- Ho-Pin Tung (2022–heden)

#### Paddock
- David Coulthard (2022–heden)
- Mika Häkkinen (2022–heden)
- Mike Hezemans (2022–heden)
- Tom Kristensen (2022–heden)
- Heikki Kovalainen (2025–heden)[3]

### Verslaggevers
- Stéphane Kox (2022)
- Chiel van Koldenhoven (2023-heden)[4]

### Commentatoren
- Melroy Heemskerk (2022–heden)
- Nelson Valkenburg (2022–heden)

#### Race Control
- Sebastiaan Bleekemolen (2022–heden, Race Control)
- Allard Kalff (2022–heden, Race Control)